# Partito Croato dei Pensionati
Il Partito Croato dei Pensionati (in croato: Hrvatska stranka umirovljenika - HSU) è un partito politico croato fondato nel 1991.
Alle elezioni parlamentari del 2003 ottenne 3 seggi, mentre nel 2005 alle elezioni locali ottenne 40 consiglieri regionali. Alle elezioni parlamentari del 2011 l'HSU ha partecipato nella Coalizione Kukuriku, ottenendo 3 seggi.

## Parlamentari
V legislatura (2003-2008)
1. Josip Sudec
2. Dragutin Pukleš
3. Silvano Hrelja

VI legislatura (2008-2011)
1. Silvano Hrelja

VII legislatura (2011-2015)
1. Višnja Fortuna
2. Silvano Hrelja
3. Željko Šemper

VIII legislatura (2015-2016)
1. Silvano Hrelja
2. Marija Ilić

IX legislatura (2016-2020)
1. Silvano Hrelja - Iscritto inizialmente al gruppo parlamentare dell'HNS-LD, poi a quello del GLAS, infine al gruppo «HSU, SNAGA, deputati indipendenti e Nuova Politica»)[3].

Kažimir Varda, eletto per l'HSU, lascia il partito prima dell'inaugurazione della legislatura.

## Risultati
| Elezione          | Elezione             | Voti    | %     | Seggi   |
| ----------------- | -------------------- | ------- | ----- | ------- |
| Parlamentari 2000 | Parlamentari 2000    | 52.717  | 1,82  | 0 / 151 |
| Parlamentari 2003 | Parlamentari 2003    | 98.537  | 3,97  | 3 / 152 |
| Parlamentari 2007 | Parlamentari 2007    | 101.091 | 4,08  | 1 / 153 |
| Parlamentari 2011 | Coalizione Kukuriku  | 958.318 | 40,72 | 3 / 151 |
| Europee 2013      | Con SDP-HNS          | 237.778 | 32,07 | 0 / 12  |
| Europee 2014      | Coalizione Kukuriku  | 275.904 | 29,93 | 0 / 11  |
| Parlamentari 2015 | Croazia in Crescita  | 742.909 | 33,38 | 2 / 151 |
| Parlamentari 2016 | Coalizione Popolare  | 636.602 | 33,45 | 1 / 151 |
| Europee 2019      | Coalizione Amsterdam | 55.829  | 5,20  | 0 / 11  |